# Laemonema yarrellii
Laemonema yarrellii är en fiskart som först beskrevs av Lowe, 1838.  Laemonema yarrellii ingår i släktet Laemonema och familjen Moridae. Inga underarter finns listade i Catalogue of Life.